# Вейкер, Диана
Диана Вейкер (англ. Diana Weicker, род. 26 мая 1989, Новая Шотландия) — канадская спортсменка (вольная борьба), призёр чемпионата мира, иобедитель Игр Содружества 2018 года в весовой категории до 53 кг.

## Биография
На Играх Содружества 2018 года в Голд Косте, в весовой категории до 53 кг, одержала победу и завоевала золотую медаль.
В 2018 году в Будапеште стала третьей в весовой категории до 53 кг и завоевала бронзовую медаль чемпионата мира.